# 伊勒河畔蒙特勒伊
伊勒河畔蒙特勒伊（法語：Montreuil-sur-Ille，法語發音：[mɔ̃tʁœj syʁ il]）是法国伊勒-维莱讷省的一个市镇，位于该省中部偏北，属于雷恩区。

## 地理
伊勒河畔蒙特勒伊（48°18'26"N, 1°40'9"W）面积15.15 平方千米，位于法国布列塔尼大區伊勒-维莱讷省，该省份为法国西北部沿海省份，位于布列塔尼半岛东部，北濒大西洋，西接阿摩尔滨海省和莫尔比昂省，南至大西洋卢瓦尔省，西南端接曼恩-卢瓦尔省，东临马耶讷省，东北与芒什省接壤。
与伊勒河畔蒙特勒伊接壤的市镇（或旧市镇、城区）包括：欧比涅、丹热、凡镇、吉佩勒、伊勒河畔圣梅达尔。

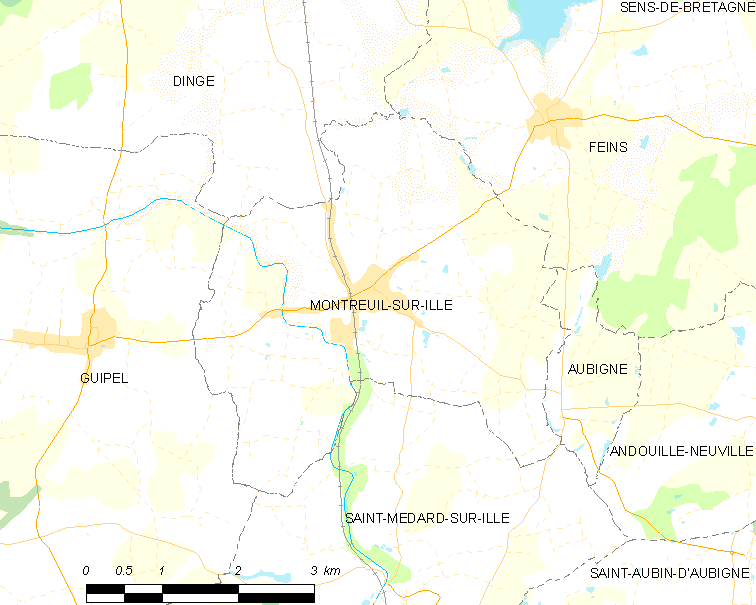
伊勒河畔蒙特勒伊的OSM定位图

伊勒河畔蒙特勒伊的时区为UTC+01:00、UTC+02:00（夏令时）。

## 行政
伊勒河畔蒙特勒伊的邮政编码为35440，INSEE市镇编码为35195。

## 政治
伊勒河畔蒙特勒伊所属的省级选区为瓦勒库埃农县。

## 人口

1962-2008年间伊勒河畔蒙特勒伊人口变化图示

伊勒河畔蒙特勒伊于2022年1月1日时的人口数量为2419人。